# Hotel Central (Plzeň)
Hotel Central v Plzni (dříve hotel Ural) s adresou Náměstí republiky 33. Stojí v samotném historickém jádru města, na jeho hlavním náměstí.

## Popis
Rohový dům se nachází na západní straně Náměstí republiky (přiléhá ještě do Riegrovy ulice). Šestipatrový hotel má výšku, která výrazněji nepřevyšuje okolní zástavbu. Na pátém patře hotelu je umístěna terasa.
Rozčleněná fasáda má odkazovat na nosný systém gotických katedrál, jmenovitě chrámu sv. Bartoloměje. Uvnitř hotelu se nachází dekorativní vitráže; jedna s motivem Náměstí republiky a několik dalších abstraktních.

## Historie
Výstavbu hotelu provázel nesouhlas místních obyvatel. Na původním místě se totiž nacházel historický dům U zlatého orla, který byl částečně gotický a renesanční, a který měl klíčový význam z hlediska dějin Plzně. Historicky byl prvním domem v Plzni, kde bylo vařeno pivo. Diskuze o budoucnosti chátrajícího (nicméně ne zchátralého) domu, který měl navíc památkovou ochranu probíhala během celých 60. let minulého století. Proti odstřelu budovy na jaře 1968 někteří Plzeňané protestovali.
Výstavba současného hotelu byla zahájena roku 1968 a trvala šest let, do roku 1972. Stavba vznikla podle projektu architektky Jaroslavy Gloserové. Ta vypracovala hned několik podob, jak by mohl hotel vypadat. Vybraná varianta je stavba s železobetonovou kostrou, jejíž fasáda byla rozčleněna tak, aby lépe zapadla do historické zástavby náměstí. V rámci nové budovy byly zachovány některé gotické sklepy, které byly integrovány do nové stavby.
Původně se hotel měl podle místního piva jmenovat Hotel Urquell, nicméně název byl změněn v roce 1972 na Hotel Ural v souvislosti s otevřením stavby.
Od roku 1990 má dům současný název Hotel Centrál. Na počátku 90. let 20. století byla renovována fasáda stavby. Modernizovány byly rovněž i interiéry (které navrhla architektka Gloserová rovněž), v původní podobě zůstaly pouze společné prostory.

## Hotel ve filmu
V hotelu se natáčely scény z filmu Discopříběh 2 a Muž z Londýna. 